# Формула-1 — Гран-прі Австрії 2021
Гран-прі Австрії 2021 (офіційно Formula 1 BWT Großer Preis von Österreich 2021) — автоперегони чемпіонату світу Формули-1, які пройшли 4 липня 2021 року на гоночній трасі Ред Бул Ринг в Шпільбергу, Австрія. Це дев'ятий етап чемпіонату світу, тридцять п’яте Гран-прі Австрії в межах Чемпіонату Світу з Формули-1. Переможцем гонки став Макс Ферстаппен.

## Кваліфікація
| Поз.                    | No. | Пілот              | Конструктор               | Кваліфікаційний час | Кваліфікаційний час | Кваліфікаційний час | Старт |
| Поз.                    | No. | Пілот              | Конструктор               | Q1                  | Q2                  | Q3                  | Старт |
| ----------------------- | --- | ------------------ | ------------------------- | ------------------- | ------------------- | ------------------- | ----- |
| 1                       | 33  | Макс Ферстаппен    | Red Bull Racing-Honda     | 1:04.249            | 1:03.927            | 1:03.720            | 1     |
| 2                       | 4   | Ландо Норріс       | McLaren-Mercedes          | 1:04.345            | 1:04.415            | 1:03.768            | 2     |
| 3                       | 11  | Серхіо Перес       | Red Bull Racing-Honda     | 1:04.833            | 1:04.483            | 1:03.990            | 3     |
| 4                       | 44  | Льюїс Гамільтон    | Mercedes                  | 1:04.506            | 1:04.258            | 1:04.014            | 4     |
| 5                       | 77  | Вальттері Боттас   | Mercedes                  | 1:04.563            | 1:04.376            | 1:04.049            | 5     |
| 6                       | 10  | П'єр Гаслі         | AlphaTauri-Honda          | 1:04.841            | 1:04.412            | 1:04.107            | 6     |
| 7                       | 22  | Юкі Цунода         | AlphaTauri-Honda          | 1:04.967            | 1:04.518            | 1:04.273            | 7     |
| 8                       | 5   | Себастьян Феттель  | Aston Martin-Mercedes     | 1:04.846            | 1:04.493            | 1:04.570            | 11    |
| 9                       | 63  | Джордж Расселл     | Williams-Mercedes         | 1:04.907            | 1:04.553            | 1:04.591            | 8     |
| 10                      | 18  | Ленс Стролл        | Aston Martin-Mercedes     | 1:04.927            | 1:04.547            | 1:04.618            | 9     |
| 11                      | 55  | Карлос Сайнс       | Ferrari                   | 1:04.596            | 1:04.559            |                     | 10    |
| 12                      | 16  | Шарль Леклер       | Ferrari                   | 1:04.906            | 1:04.600            |                     | 12    |
| 13                      | 3   | Данієль Ріккардо   | McLaren-Mercedes          | 1:04.977            | 1:04.719            |                     | 13    |
| 14                      | 14  | Фернандо Алонсо    | Alpine-Renault            | 1:04.472            | 1:04.856            |                     | 14    |
| 15                      | 99  | Антоніо Джовінацці | Alfa Romeo Racing-Ferrari | 1:04.782            | 1:05.083            |                     | 15    |
| 16                      | 7   | Кімі Ряйкконен     | Alfa Romeo Racing-Ferrari | 1:05.009            |                     |                     | 16    |
| 17                      | 31  | Естебан Окон       | Alpine-Renault            | 1:05.051            |                     |                     | 17    |
| 18                      | 6   | Ніколас Латіфі     | Williams-Mercedes         | 1:05.195            |                     |                     | 18    |
| 19                      | 47  | Мік Шумахер        | Haas-Ferrari              | 1:05.427            |                     |                     | 19    |
| 20                      | 9   | Микита Мазепін     | Haas-Ferrari              | 1:05.951            |                     |                     | 20    |
| Правило 107 %: 1:08.746 |     |                    |                           |                     |                     |                     |       |
| Джерело:                |     |                    |                           |                     |                     |                     |       |

1. ↑  Себастьян Феттель отримав штраф із втратою 3-х позицій на старті через блокування Фернандо Алонсо[2]

## Перегони
| Поз.                                                                         | No. | Пілот              | Конструктор               | Кола | Час/Відставання | Старт | Очки |
| ---------------------------------------------------------------------------- | --- | ------------------ | ------------------------- | ---- | --------------- | ----- | ---- |
| 1                                                                            | 33  | Макс Ферстаппен    | Red Bull Racing-Honda     | 71   | 1:23:54.513     | 1     | 26   |
| 2                                                                            | 77  | Вальттері Боттас   | Mercedes                  | 71   | +17.973         | 5     | 18   |
| 3                                                                            | 4   | Ландо Норріс       | McLaren-Mercedes          | 71   | +20.019         | 2     | 15   |
| 4                                                                            | 44  | Льюїс Гамільтон    | Mercedes                  | 71   | +46.452         | 4     | 12   |
| 5                                                                            | 55  | Карлос Сайнс       | Ferrari                   | 71   | +57.144         | 10    | 10   |
| 6                                                                            | 11  | Серхіо Перес       | Red Bull Racing-Honda     | 71   | +57.915         | 3     | 8    |
| 7                                                                            | 3   | Данієль Ріккардо   | McLaren-Mercedes          | 71   | +1:00.395       | 13    | 6    |
| 8                                                                            | 16  | Шарль Леклер       | Ferrari                   | 71   | +1:01.195       | 12    | 4    |
| 9                                                                            | 10  | П'єр Гаслі         | AlphaTauri-Honda          | 71   | +1:01.844       | 6     | 2    |
| 10                                                                           | 14  | Фернандо Алонсо    | Alpine-Renault            | 70   | +1 коло         | 14    | 1    |
| 11                                                                           | 63  | Джордж Расселл     | Williams-Mercedes         | 70   | +1 коло         | 8     |      |
| 12                                                                           | 22  | Юкі Цунода         | AlphaTauri-Honda          | 70   | +1 коло         | 7     |      |
| 13                                                                           | 18  | Ленс Стролл        | Aston Martin-Mercedes     | 70   | +1 коло         | 9     |      |
| 14                                                                           | 99  | Антоніо Джовінацці | Alfa Romeo Racing-Ferrari | 70   | +1 коло         | 15    |      |
| 15                                                                           | 7   | Кімі Ряйкконен     | Alfa Romeo Racing-Ferrari | 70   | +1 коло         | 16    |      |
| 16                                                                           | 6   | Ніколас Латіфі     | Williams-Mercedes         | 70   | +1 коло         | 18    |      |
| 17                                                                           | 5   | Себастьян Феттель  | Aston Martin-Mercedes     | 69   | Зіткнення       | 11    |      |
| 18                                                                           | 47  | Мік Шумахер        | Haas-Ferrari              | 69   | +2 кола         | 19    |      |
| 19                                                                           | 9   | Микита Мазепін     | Haas-Ferrari              | 69   | +2 кола         | 20    |      |
| Схід                                                                         | 31  | Естебан Окон       | Alpine-Renault            | 0    | Зіткнення       | 17    |      |
| Найшвидше коло: Макс Ферстаппен (Red Bull Racing-Honda) — 1:06.200 (коло 62) |     |                    |                           |      |                 |       |      |
| Джерело:                                                                     |     |                    |                           |      |                 |       |      |

1. ↑  Включаючи одне очко за найшвидше коло.
2. ↑  Серхіо Перес отримав 10-секундний штраф за двійне видавлювання Шарля Леклера за межі треку.[4]
3. ↑  Юкі Цунода отримав 5-секундний штраф за перетин лінії на вїзді до піт-лейну.[4]
4. ↑  Ленс Стролл отримав 5-секундний штраф за первищення швидкості на піт-лейн.[4]
5. ↑  Кімі Ряйкконен фінішував 16-м на трасі, але отримав штраф у вигляді проїзду по піт-лейн, що був конвертований в 20-секундний часовий штраф за зіткнення з Себастьяном Феттелем.[4]
6. ↑  Ніколас Латіфі фінішував 15-м на трасі, але отримав stop-and-go штраф, що був конвертований в 30-секундний часовий штраф за двійне ігнорування правила жовтих прапорів.[4]
7. ↑  Себастьян Феттель був класифікований, оскільки подолал понад 90 % дистанції[4]
8. ↑  Микита Мазепін отримав 10-секундний stop-and-go штраф, що був конвертований в 30-секундний часовий штраф за двійне ігнорування правила жовтих прапорів.[4]

## Положення у чемпіонаті після етапу
|           | Поз. | Пілот            | Очки |
| --------- | ---- | ---------------- | ---- |
| Unchanged | 1    | Макс Ферстаппен  | 182  |
| Unchanged | 2    | Льюїс Гамільтон  | 150  |
| Unchanged | 3    | Серхіо Перес     | 104  |
| Unchanged | 4    | Ландо Норріс     | 101  |
| Unchanged | 5    | Вальттері Боттас | 92   |
| Джерело:  |      |                  |      |

|           | Поз. | Конструктор           | Очки |
| --------- | ---- | --------------------- | ---- |
| Unchanged | 1    | Red Bull Racing-Honda | 286  |
| Unchanged | 2    | Mercedes              | 242  |
| Unchanged | 3    | McLaren-Mercedes      | 141  |
| Unchanged | 4    | Ferrari               | 122  |
| Unchanged | 5    | AlphaTauri-Honda      | 48   |
| Джерело:  |      |                       |      |

## Виноски
1. ↑  Микита Мазепін - росіянин, але він бере участь як нейтральний спортсмен, оскільки Спортивний арбітражний суд підтримав заборону брати участь у чемпіонатах світу Російській Федерації. Заборона була реалізована Світовим антидопінговим агентством у відповідь на спонсоровану державою програму допінгу російських спортсменів[en].